# Urocythereis britannica
Urocythereis britannica är en kräftdjursart som beskrevs av Athersuch 1977. Urocythereis britannica ingår i släktet Urocythereis, och familjen Hemicytheridae. Arten är reproducerande i Sverige.